# Abandonia
Abandonia ist eine Internet-Plattform für alte Computerspiele, hauptsächlich DOS-Spiele, die durch ihre Autoren nicht mehr gepflegt werden – sogenannte Abandonware. Die Seite unterstützt verschiedene Sprachen, u. a. auch Deutsch.
Abandonia ist zurzeit eine der meistbesuchten Abandonware-Seiten im Internet und hat schon diverse Auszeichnungen erhalten.
Für jedes Spiel, das in Abandonia aufgenommen wurde, existieren auch Bildschirmfotos und ein Testbericht. Die Berichte werden dabei von den Mitgliedern verfasst, die den unterschiedlichsten Nationalitäten angehören, und anschließend überprüft. So sollen alle Sprachen gleichermaßen gepflegt werden und eine hohe Qualität gesichert bleiben. Zusätzlich zu den Spielen selbst bietet die Seite auch eine Vielzahl von Emulatoren zum Download an, mit denen die Spiele auch auf neueren Betriebssystemen gespielt werden können.
Es existieren noch einige Extras wie eine Musik-Kollektion, in der die Musik alter Spiele abgespielt werden kann, und eine „Altwarenliste“, in der der urheberrechtliche Status alter Spiele geprüft werden kann.

## Geschichte
Ins Leben gerufen wurde Abandonia 1999 vom Kroaten Kosta Krauth. Damals gehörte Abandonia noch zur Warez-Szene, die u. a. Spiele illegal zum Download anbot, obwohl diese noch vom Rechteinhaber verkauft wurden. Nachdem 2003 ebenfalls ein Forum eingerichtet wurde, wurde die Seite immer bekannter und beliebter.
Einen weiteren Schub erhielt die Seite nach Hinzunahme verschiedener Sprachen und durch regelmäßige Aktualisierung mit neuen Artikeln. Mit dem Erfolg stieg auch die Mitgliederzahl, inzwischen wird die Seite von einigen Tausend Mitgliedern regelmäßig besucht und einigen Dutzend Mitarbeitern betreut. Heute werden nur noch Spiele angeboten, die nicht mehr kommerziell vertrieben werden und deren Urheberrecht nicht bei einem Mitglied der Entertainment Software Association liegt.

## Organisation und Technik
Die Seite basiert auf einer Community aus Fans von alten DOS-Spielen und wird von einer Redaktion organisiert. Benutzer, die ein Spiel zum Angebot der Seite hinzufügen möchten, müssen zuvor überprüfen, ob es sich dabei tatsächlich um Abandonware handelt oder ob noch Lizenzansprüche seitens der Hersteller bestehen. Wenn dieses Kriterium erfüllt ist, kann der Benutzer das Spiel mitsamt Nachweis über dessen Abandonwarezustand an die Redaktion der Seite schicken, die die Angaben überprüft und das Spiel gegebenenfalls in das Repertoire aufnimmt. Der Aufbau der Seite besteht aus einer von der Redaktion betreuten Newsseite, Foren und dem eigentlichen Seiten-Kern, den Spielen. Diese können über eine Suchfunktion oder über Kategorien gefunden und anschließend heruntergeladen werden.

## Abandonia Reloaded
Abandonia Reloaded (AR) ist ein Schwesterprojekt, das sich der Entwicklung und Veröffentlichung von Freeware-Spielen widmet. Das Projekt wurde im Sommer 2005 von Kosta Krauth, Monica Schoenthaler, Maikel Kersbergen und Tom Henrik Aaberg gestartet.
Angeboten werden Reviews, Bildschirmfotos, Interviews sowie Links zu den Download-Seiten und zugehörige Lösungen (Walkthroughs) für die Spiele. Eine Bewertung der Spiele findet dabei sowohl von den Autoren der Seite als auch von Besuchern statt.